# Couronnement de George V et de Mary de Teck
Le couronnement de George V et de son épouse Mary en tant que roi et reine du Royaume-Uni et de l'Empire britannique a eu lieu à l'abbaye de Westminster, à Londres, le 22 juin 1911. Il s'agissait du deuxième des quatre événements de ce type organisés au cours du XXe siècle et le dernier auquel assistaient les représentants royaux des grands empires d'Europe continentale.

## Les préparatifs

### Planification

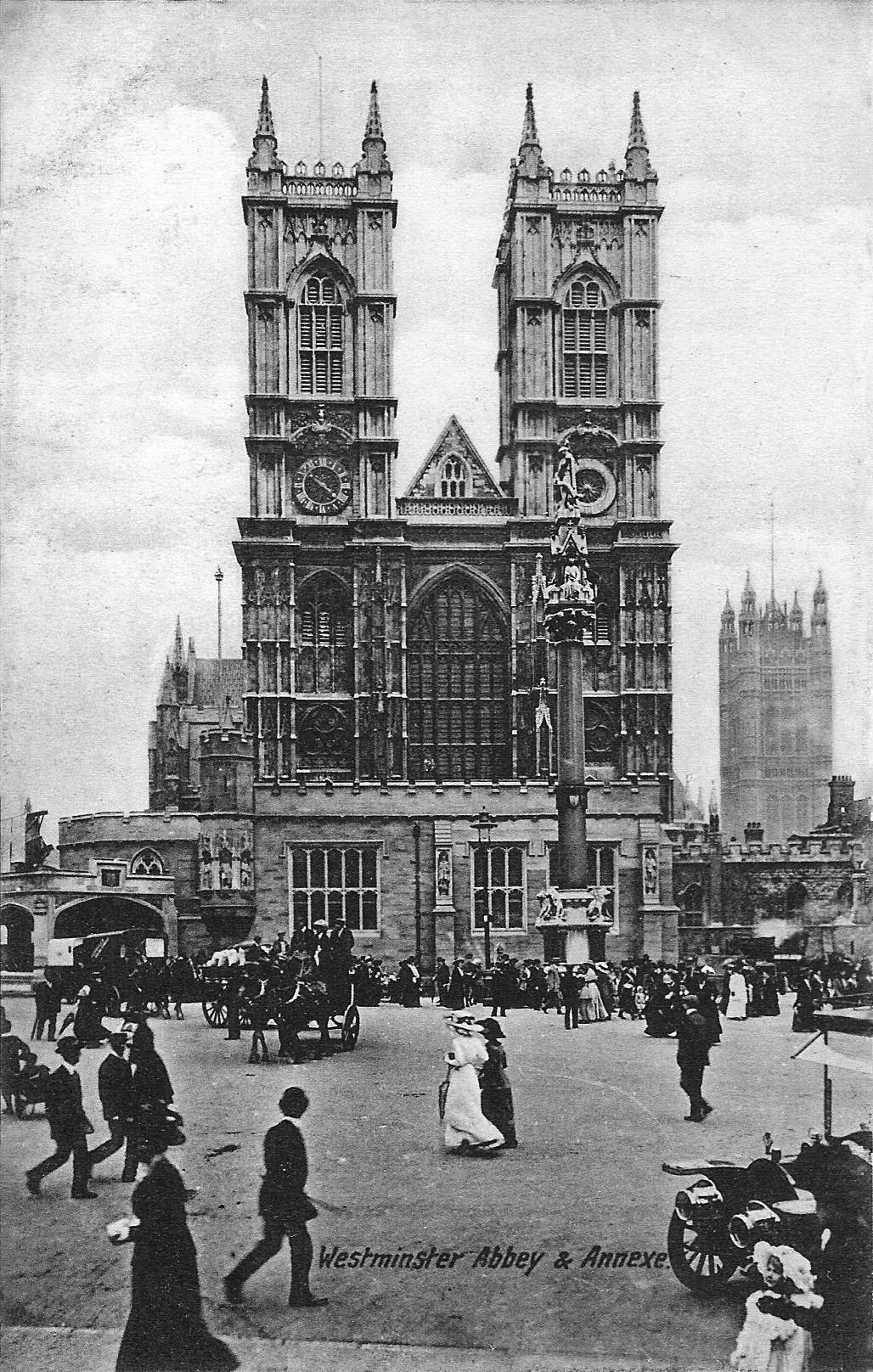
La façade ouest de l'abbaye de Westminster en 1911, montrant l'annexe temporaire du couronnement de style gothique.

La planification globale du couronnement était théoriquement le rôle du comte maréchal, une fonction héréditaire tenue par les ducs de Norfolk pendant plusieurs siècles. Lors du couronnement du roi Édouard VII en 1902, le moteur était le vicomte Esher en sa qualité de secrétaire du Bureau des travaux, poste qui avait depuis été occupé par Sir Schomberg Kerr McDonnell. Cependant, dans l'intervalle, le comte maréchal, Henry Fitzalan-Howard, 15e duc de Norfolk, avait réaffirmé son ancien droit d'organiser les grands événements de l'État, malgré son aversion personnelle pour le cérémonial et sa capacité d'organisateur. Le comte maréchal n'avait pas de personnel permanent et était obligé d'en nommer un nouveau pour chaque événement. Cet arrangement s'était révélé très insatisfaisant pour les funérailles d'État d'Édouard VII, lorsque les instructions cérémonielles se sont révélées être pleines d'erreurs et ont dû être réécrites par des courtisans la veille au soir, l'ordre de service imprimé était erroné et le siège des invités serait "une mosaïque d'indécision et de confusion". Le roi George a décrit Norfolk comme «un petit gentleman charmant, honorable et simple, le plus beau du monde. Mais en tant qu'homme d'affaires, il est absolument impossible". 
Malgré les objections du College of Arms et du duc de Norfolk, un compromis a été trouvé sur l'insistance du Premier ministre, Herbert Henry Asquith, par lequel Norfolk serait président du Comité exécutif du couronnement, mais le travail détaillé serait effectué par le professionnel le personnel du Bureau des travaux plutôt que par les personnes nommées par Norfolk.

### Infrastructure
Comme pour tous les couronnements britanniques modernes, une extension temporaire ou une annexe a été construite sur le front ouest de l'abbaye de Westminster pour permettre la formation des processions avant leur entrée dans l'église. Comme lors du couronnement de 1902, il a été conçu par l'architecte Alfred Young Nutt dans le style néo-gothique, correspondant à l'architecture de l'abbaye elle-même. À l'intérieur de l'abbaye, les zones cérémonielles traditionnelles connues sous le nom de théâtre et le sacrarium ont dû être construites, ainsi que les galeries et les loges pour accueillir la congrégation. À la suite des dispositions pour 1902, il a été décidé de limiter la congrégation à 6 000, beaucoup moins qu'aux couronnements précédents. Plus de 50 tribunes ont été érigées le long du parcours des processions, dont la taille varie de 250 à 3 500 spectateurs chacune. Leur construction a nécessité 2 100 tonnes impériales (2 134 tonnes) de bois et 70 tonnes (71 tonnes) de boulons, clous et vis.

### Festival d'Empire
Le Festival d'Empire a débuté le 12 mai 1911 au Crystal Palace de Londres, une exposition du commerce et de la culture britannique et impériale pour célébrer le prochain couronnement. 

## Le service

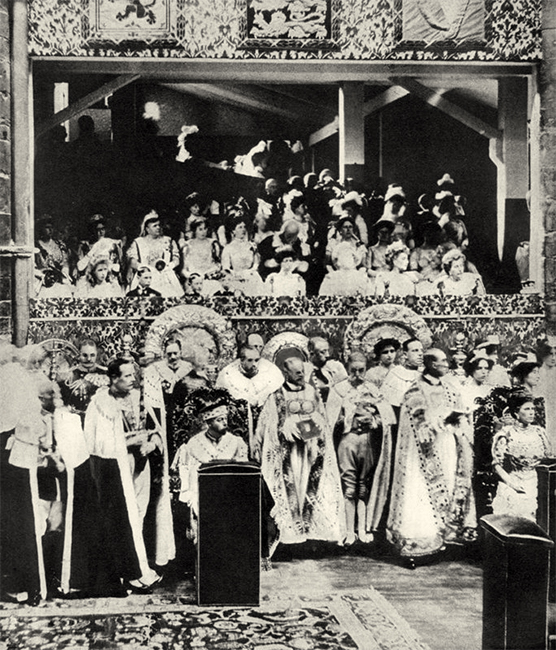
"Le roi George V et la reine Mary occupent leurs chaises de succession sur le côté sud de l'autel pendant la partie du service de couronnement qui précède l'onction". Une photographie officielle de Sir John Benjamin Stone (1838-1914).

L'ordre de service a été préparé par Claude Jenkins, le bibliothécaire de Lambeth Palace, un personnage excentrique qui était un savant antiquaire et patristique. Il était supervisé par Armitage Robinson, le doyen de Westminster, qui insistait pour que l'innovation soit équilibrée par la tradition. En fait, il y avait peu de changement par rapport au couronnement de 1902, ou du moins à ce qui avait été prévu, puisque le service avait été raccourci en raison de la mauvaise santé d'Edward. Randall Davidson, qui en tant qu'évêque de Winchester, avait largement compilé le service de couronnement de 1902, était maintenant archevêque de Canterbury. Davidson a demandé l'avis de Frank Edward Brightman, un liturgiste du Magdalen College d'Oxford. Les principaux changements ont été apportés sur le discours prononcé lors du couronnement proprement dit, qui ont remplacé ceux utilisés pour la première fois au couronnement de Jacques II par une traduction de la forme médiévale plus simple. Le sermon du couronnement, qui avait été omis en 1902, a été réintroduit pour la dernière fois, mais sous une forme plus courte. Le service a été organisé par Davidson, y compris le couronnement de la reine, qui en 1902 avait été délégué à l'archevêque de York. 

### La musique
Le directeur de la musique, comme en 1902, était Sir Frederick Bridge. Comme lors de l'événement précédent, Bridge visait à produire une célébration de quatre cents ans de musique anglaise y compris des travaux de Thomas Tallis, John Merbecke et George Frederick Handel. Bridge lui-même a écrit un nouvel hymne, Réjouis - toi dans le Seigneur, ô justes, dont le solo de ténor a été interprété par Edward Lloyd. L'organiste était Walter Alcock, qui a également écrit un nouveau décor pour le Sanctus. Sir Hubert Parry a écrit une introduction orchestrale pour son cadre de Psaume 122, I Was Glad qui avait eu un grand impact lors du couronnement de 1902, et aussi un nouveau cadre du Te Deum, qui a été moins bien reçu, peut-être parce que le chœur était épuisé à la fin du service de trois heures. Plus réussi fut un nouveau décor du Gloria par Charles Villiers Stanford qui fut également utilisé lors des couronnements de 1937 et 1953. La nouvelle musique orchestrale comprenait une marche du couronnement d'Edward Elgar, qui, malgré l'obtention de l'Ordre du mérite dans la liste des honneurs du couronnement, a inexplicablement refusé d'y assister en personne. 

## Les processions d'État

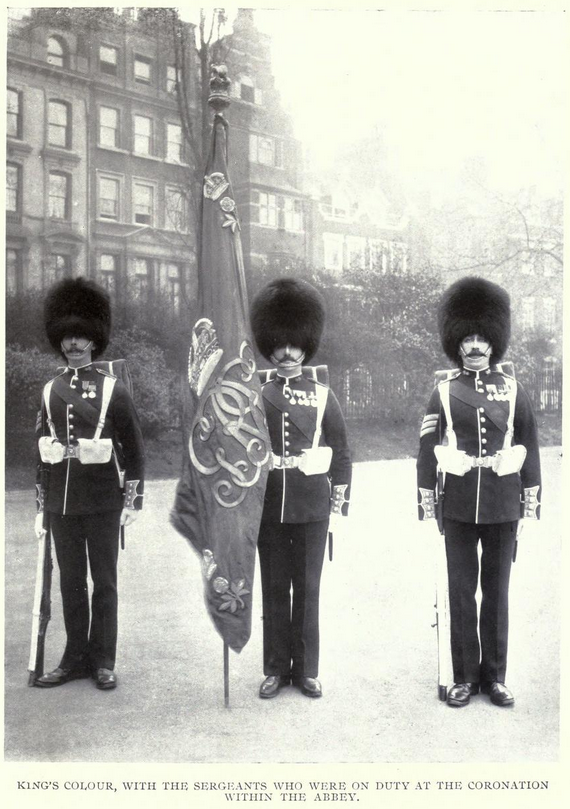
Une fête des Grenadier Guards avec la couleur du roi, après la procession du couronnement.

### Les processions à l'abbaye
La première des trois processions a quitté Buckingham Palace à 9h30. Il était composé de représentants de familles royales et de gouvernements étrangers, transportés dans quatorze voitures. La deuxième procession avait cinq landaus d'État pour les membres de la famille royale britannique; le cinquième transportait les enfants du roi et de la reine, le prince de Galles, la princesse Mary et les jeunes princes Albert, Henry et George. La troisième procession amena les officiers d'État dans quatre autres voitures et la vingt-cinquième et dernière voiture, le Gold State Coach transportant le roi et la reine. Ils étaient encerclés par des écuyers, des aides de camp et les commandants des forces armées montés à cheval, tous escortés par des Yeomen de la Garde, la cavalerie coloniale et indienne et les Royal Horse Guards. 

### Les processions de retour
Après le service du couronnement, les trois processions sont retournées au palais dans l'ordre inverse et par un itinéraire prolongé, en passant par Pall Mall, St James's Street, Piccadilly et Constitution Hill. Quelque 45 000 soldats et marins de tout l'empire ont participé à la procession ou ont tracé la route. 
Après la fin de la procession, il y a eu une innovation inattendue, l'apparition du roi et de la reine sur le balcon du palais de Buckingham. Cela a créé une telle excitation que les soldats à l'extérieur du palais ont rompu les rangs et se sont joints aux applaudissements. Selon un récit, "certains d'entre eux ont mis leurs casques sur leurs fusils et les ont vigoureusement brandis". Ce soir-là, les principaux bâtiments du centre de Londres ont été illuminés par des guirlandes de lumières électriques jusqu'à 12h30. 

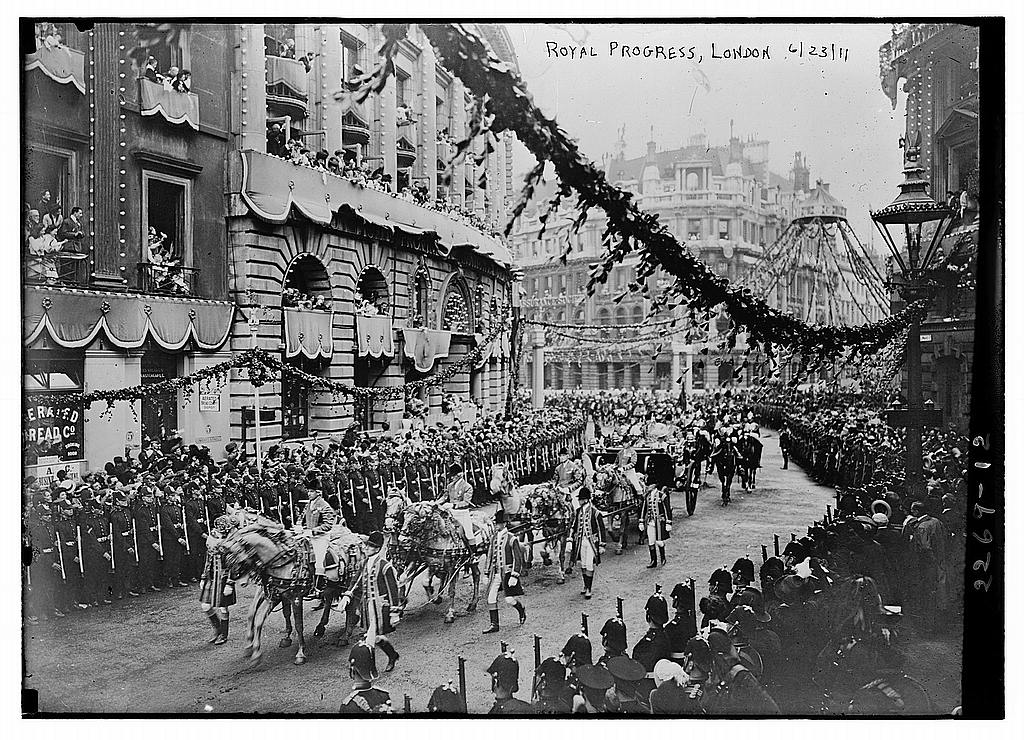
Le progrès royal dans la ville de Londres le 23 juin.

### Le progrès royal à travers la ville
Le lendemain, le cortège de retour a été reconstitué pour un nouveau défilé dans les rues de la capitale, cette fois en passant par The Strand et dans la ville de Londres, après la cathédrale Saint-Paul, à travers la Tamise par London Bridge, le long de Borough High Rue, retour sur le pont de Westminster et enfin remontant le centre commercial à Buckingham Palace. Au lieu du Gold Coach, le roi et la reine ont été conduits dans un carrosse ouvert. La place de la royauté étrangère a été prise par les princes indiens et les dirigeants coloniaux. Cette fois, 55 000 soldats étaient de service. 

## La revue du couronnement de la flotte

Une peinture d' AB Cull illustrant l'arrivée de la flotte à Spithead pour la revue de la flotte. Au centre se trouve le, le navire amiral de Sir Francis Bridgeman, commandant en chef de la flotte nationale. À gauche, deux navires étrangers, le croiseur russe Rossia et le croiseur de combat allemand.

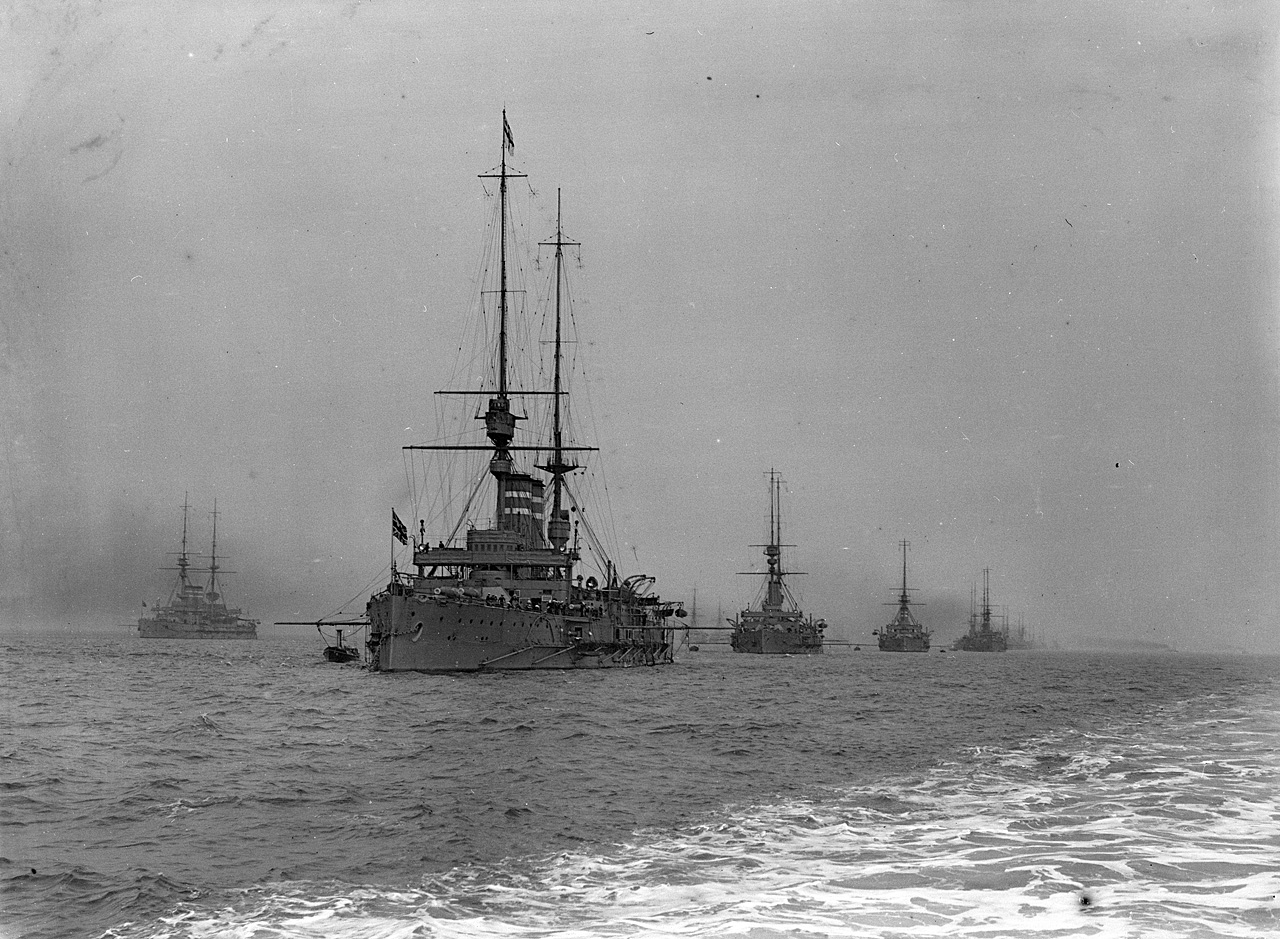
L'une des lignes de cuirassés lors de l'examen de 1909.

Le 24 juin, le roi et la reine ont assisté à l'examen du couronnement de la flotte de Spithead entre la base navale de Portsmouth et l'île de Wight. La Royal Navy comptait 167 navires de guerre, ainsi que 187 navires de marines étrangères; ils étaient disposés en cinq lignes, chacune de 6 miles (10 kilomètres) de longueur, à travers lesquelles le parti royal a fumé en revue, à bord du yacht royal, HMY (Victoria and Albert). La foule de spectateurs à terre était estimée à un quart de million. 

## Le Delhi Coronation Durbar
Le 11 novembre 1911, le roi et la reine quittent Portsmouth à bord du RMS  Médina à destination de l'Empire indien. Arrivés à Bombay (aujourd'hui Mumbai ) le 2 décembre, ils ont atteint Delhi en train le 7 décembre pour une entrée officielle. Le Durbar lui-même a eu lieu le 12 décembre, en présence d'environ 100 000 personnes, qui regardaient et participaient. 

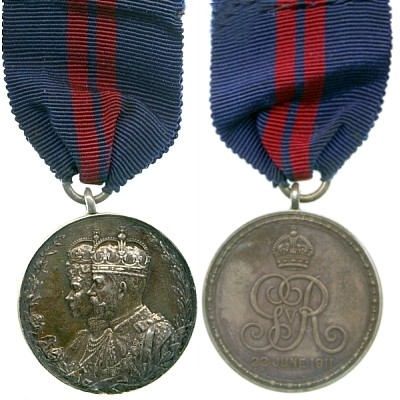
Médaille du couronnement du roi George V

## Invités royaux
- Le prince de Galles, fils du roi et de la reine
- Le prince Albert, fils du roi et de la reine
- La princesse Mary, fille du roi et de la reine
- Le prince Henry, fils du roi et de la reine
- Le prince George, fils du roi et de la reine
- La princesse royale et le duc de Fife, sœur et beau-frère du roi
  - La princesse Alexandra, nièce du roi
  - La princesse Maud, nièce du roi
- La duchesse douairière de Saxe-Cobourg et Gotha, tante du roi par mariage
  - La princesse héritière et le prince héritier de Roumanie, cousine germaine du roi et son mari (représentant le roi de Roumanie )
- La princesse Helena et le prince Christian de Schleswig-Holstein, tante et oncle du roi
  - Le prince Albert de Schleswig-Holstein, cousin germain du roi
  - La princesse Hélène-Victoria de Schleswig-Holstein-Sonderbourg-Augustenbourg, cousine germaine du roi
  - La princesse Marie-Louise de Schleswig-Holstein, cousine germaine du roi
- La duchesse et le duc d'Argyll, tante et oncle du roi
- Le duc et la duchesse de Connaught et Strathearn, oncle et tante du roi
  - La princesse héritière et le prince héritier de Suède, cousine germaine du roi et son mari (représentant le roi de Suède )
  - Le prince Arthur de Connaught, cousin germain du roi
  - La princesse Patricia de Connaught, cousine germaine du roi
- La duchesse douairière d'Albany, tante du roi par mariage
  - La princesse Alice d'Albany et le prince Alexandre de Teck, cousine germaine du roi et frère de la reine
  - Le duc et la duchesse de Saxe-Cobourg et Gotha, cousin germain du roi et son épouse
- La princesse Béatrice, tante du roi
  - Le prince Alexandre de Battenberg, cousin germain du roi
  - Le prince Léopold de Battenberg, cousin germain du roi
  - Le prince Maurice de Battenberg, cousin germain du roi
- La princesse Victoria de Hesse-Darmstadt et le prince Louis de Battenberg, cousine germaine du roi et son mari
  - La princesse Louise de Battenberg, fille de la cousine germaine du roi
  - Le prince George de Battenberg, fils de la cousine germaine du roi
- Le duc et la duchesse de Teck, frère et belle-sœur de la reine
  - Le prince George de Teck, neveu de la reine
  - La princesse Mary de Teck, nièce de la reine
  - La princesse Helena de Teck, nièce de la reine
- La princesse Victor de Hohenlohe-Langenbourg, veuve du demi-cousin germain du père du roi
  - La comtesse Feodora Gleichen, demi-cousine issue de germain du roi
  - Le comte Edward Gleichen, demi-cousin issu de germain du roi
  - La comtesse Valda Machel, demi-cousine issue de germain du roi
  - La comtesse Helena Gleichen, demi-cousine issue de germain du roi
- Le comte de Munster, cousin au troisième degré du roi
- Le lieutenant-colonel Charles Fitz Clarence, cousin au troisième degré du roi

### Personnalités royales étrangères
- Le prince héritier allemand et la princesse héritière, cousin germain du roi et sa femme (représentant l'empereur allemand)
- La princesse héréditaire de Saxe-Meiningen, cousine germaine du roi (représentant le duc de Saxe-Meiningen)
- Le Henri de Prusse, cousin germain du roi
- La princesse héréditaire et le prince héréditaire de Hesse, cousine germaine du roi et son mari
- Le grand-duc et la grande-duchesse de Hesse et du Rhin, cousin germain du roi et sa femme
- Le prince héritier du Danemark, cousin germain du roi (représentant le roi du Danemark)
- Le prince héritier et la  princesse héritière de Grèce, cousins germains du roi (représentant le roi des Hellènes) 
  - Le George de Grèce, double cousin germain du roi
- Le prince Georges de Grèce et la princesse Marie Bonaparte, cousin germain du roi et sa femme
- La princesse Marie-Louise de Hanovre et le prince Max de Bade, cousine germaine du roi et son mari (représentant le grand-duc de Bade)
- Le prince héréditaire de Hanovre, cousin germain du roi
- La grande-duchesse et le grand-duc de Mecklembourg-Schwerin, cousine germaine du roi et son mari
- Le prince Ernest-Auguste de Brunswick, cousin germain du roi
- Le grand-duc de Mecklembourg-Strelitz, cousin germain de la reine
  - La princesse héritière et le prince héritier du Monténégro, cousine germaine de la reine et son mari (représentant le roi de Monténégro)
  - Le grand-duc héréditaire de Mecklembourg-Strelitz, cousin germain de la reine
- Le prince Philippe de Saxe-Cobourg-Kohary, cousin au deuxième degré du roi
  - Le prince Léopold de Saxe-Cobourg-Gotha, cousin au troisième degré du roi
- Le duc de Schleswig-Holstein, cousin au troisième degré du roi
- Le prince de Tarnovo, cousin au troisième degré du roi (représentant le tsar de Bulgarie)
- Le duc Albert de Wurtemberg, cousin au troisième degré du roi (représentant le roi de Wurtemberg)
- Le prince héritier de l'Empire ottoman (représentant le sultan ottoman)
- L'archiduc Charles d'Autriche (représentant l'empereur d'Autriche)
- Le duc et la duchesse d'Aoste (représentant le roi d'Italie)
- Le grand-duc Boris Vladimirovitch de Russie (représentant le tsar de Russie)
- Le prince Ferdinand-Marie de Bavière (représentant le roi d'Espagne)
- Le prince Higashifushimi Yorihito et la princesse Higashifushimi du Japon (représentant l'empereur du Japon)
- Le prince héritier de Serbie (représentant le roi de Serbie)
- Le prince Chakrabongse Bhuvanath du Siam (représentant le roi de Siam)
- Le prince Rupprecht de Bavière (représentant le prince régent de Bavière)
- Le prince Jean-Georges de Saxe et la princesse Marie-Immaculée de Bourbon (représentant le roi de Saxe)
- Le prince des Pays-Bas (représentant la reine des Pays-Bas)
- Le prince Zaizhen de Chine (représentant l'empereur de Chine)
- Le prince Kassa Haile Darge (représentant l'empereur d'Éthiopie)
- Le prince Mohammed Ali Tewfik (représentant le khédive d'Égypte et du Soudan)
- Le prince héréditaire de Monaco (représentant le prince de Monaco)
- Madho Rao Scindia, Maharaja de Gwalior
- Pratap Singh, Maharaja d'Idar
- Ganga Singh, Maharaja de Bikaner

### Autres dignitaires
- John Hays Hammond (représentant le président des États-Unis )
- Le général de division Adolphus Greely de l'armée des États-Unis
- Vice-amiral Fauques de Jonquieres (représentant la République française)

## Voir également
- Couronnement du monarque britannique
- Liste des couronnements britanniques
- Médaille du couronnement du roi George V
- 1911 Prix de couronnement

## Sources
- Trevor Beeson, In Tuneful Accord: The Church Musicians, SCM Press, 2009 (ISBN 978-0-334-04193-1, lire en ligne)
- William M Kuhn, Democratic Royalism: The Transformation of the British Monarchy, 1861-1914, Palgrave Macmillan, 1996 (ISBN 978-0312159559, lire en ligne)
- Matthew, HCG (septembre 2004; édition en ligne mai 2009) George V (1865–1936), Oxford Dictionary of National Biography, Oxford University Press, doi: 10.1093 / ref: odnb / 33369, récupéré le 1er mai 2010 (abonnement requis)
- J Hogarth Milne, Great Britain in the Coronation Year, London, W H Allen & Company Ltd, 1914 (lire en ligne)
- Jerrold Northrop Moore, Edward Elgar: A Creative Life, Clarendon Press, 1999 (ISBN 978-0198163664, lire en ligne)
- Matthias Range, Music and Ceremonial at British Coronations: From James I to Elizabeth II, Cambridge University Press, 2012 (ISBN 978-1-107-02344-4, lire en ligne)
- Jeffrey Richards, Imperialism and Music: Britain, 1876-1953, Manchester University Press, 2001 (ISBN 0-7190-6143-1, lire en ligne)
- Sir Roy Strong, Coronation: A History of Kingship and the British Monarchy, London, Harper Collins, 2005 (ISBN 978-0007160549, lire en ligne)

- « THE CORONATION », The Dominion,‎ 21 juin 1911 (lire en ligne, consulté le 19 décembre 2017)
- « The Coronation of King George the Fifth and Queen Mary in Westminster Abbey, June 22, 1911 », The Musical Times, vol. 52, no 821,‎ 1er juillet 1911, p. 433–437 (DOI 10.2307/907261, JSTOR 907261)